# تاکه‌هیتو کویاسو
تاکه‌هیتو کویاسو (انگلیسی: Takehito Koyasu; ۵ مهٔ ۱۹۶۷ – ) صداپیشه، خواننده، مجری رادیو، و نویسنده اهل ژاپن بود. وی از سال ۱۹۸۸ میلادی تاکنون مشغول فعالیت بوده‌است.